# いごもり祭

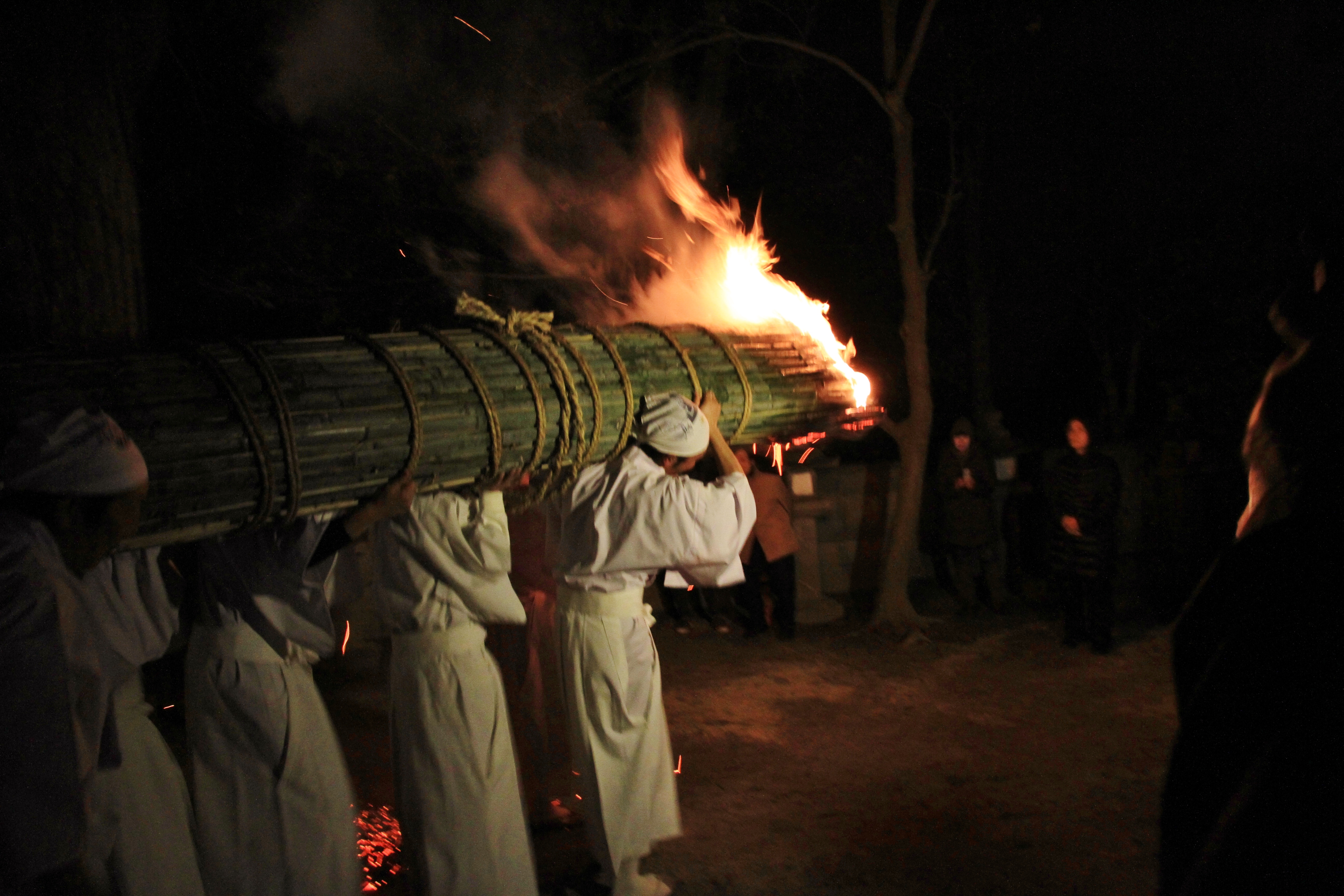
御田の儀

いごもり祭り（いごもりまつり）は、京都府相楽郡精華町の祝園神社にて、正月、初申（さる）の日の申の刻（午後4時ごろ）から3日間に行われる祭り（京都府無形民俗文化財）である。

## 概要
白装束姿で大たいまつを持って練り歩く御田の儀、氏子が病魔に見立てた竹製の「綱」を引き合い、健康を祈る綱引きの儀、氏子たちは祭りの3日間は音を立てない生活をまもる。音を出さないため、窯の蓋を縄で縛るなどされる。
この祭りは、祝園神社（精華町）と湧出神社（山城町）の両神社に伝わり、湧出神社では2月中旬に行われる。